# Batignolles-Châtillon
Die Compagnie générale de Construction de locomotives (Batignolles-Châtillon), abgekürzt LBC oder CGCL, war eine 1917 in Nantes gegründete Lokomotivfabrik, die später in andere Bereiche des Maschinenbaus diversifizierte.

## Geschichte

### Gründung
Batignolles-Châtillon wurde am 26. Mai 1917 als Gemeinschaftsunternehmen der Pariser Société de Construction des Batignolles und der Compagnie des forges de Châtillon-Commentry et Neuves-Maisons gegründet, wobei die Partnerunternehmen ungefähr die Hälfte des Aktienkapitals beisteuerten. Der erste Vorsitzende des Unternehmens mit den Produktionsbetrieben im Stadtviertel Haluchère von Nantes war Édouard-Ernest Goüin.
Für den Bau der Fabrik kaufte Goüin 1917 den Gutsbetrieb Saint-Georges von der Stadt Nantes. Das auf dem Gelände stehende Schloss mit seinen Nebengebäuden, darunter eine Kapelle, wurde geschleift und die auf den Ländereien tätigen Gemüsebauern enteignet. Das 200.000 m² große Werksgelände lag entlang der Straße nach Paris, dem heutigen Boulevard Jules-Verne, und der Bahnstrecke Nantes–Châteaubriant. Während drei Jahren wurden von den Bauunternehmern François Mercier und Claude Limousin Fabrikhallen mit einer Bodenfläche von 16.500 m² errichtet. Sie waren in der damals noch neuen, von Eugène Freyssinet entwickelten Spannbetonbauweise gehalten. Das Gelände wurde von 7 km Werksbahngleisen erschlossen. Die Einweihung der Fabrik fand am 16. Oktober 1920 statt.

### Arbeitersiedlungen
Für die mehr als 3.500 Arbeiter und ihre Familien wurden die drei Arbeitersiedlung La Halvêque, La Baratte und Le Ranzay errichtet. Viele Arbeiterfamilien stammten nicht aus Nantes, sondern aus der umliegenden Bretagne, aus Tours und aus Paris. Es arbeiteten aber auch Österreicher, Italiener, Spanier, Portugiesen, Tschechoslowaken und Polen im Betrieb. Die Arbeitersiedlungen hatten nummerierte Straßen und boten verschiedene Dienstleistungen an, darunter eine Krankenstation, eine Primarschule, die Kirche Saint-Georges des Batignolles, Sportanlagen und ein Lichtspieltheater. Die Siedlungen bestanden aus 450 Holzhäuser mit eigenem Garten. Sie wurden von Établissements Bessonneau gebaut, weshalb sie auch cités Bessonneau genannt werden.
Die Arbeiterhäuser hatten drei bis vier Zimmer. Die Außenhülle bestand aus einer doppelten Bretterwand, die außen rot-braun gestrichen war. Wände und Decken der Innenräume bestanden aus vergipsten Lattenwerk. An einer der Stirnseiten war ein Schuppen angebaut, der als Lagerraum diente. Das ganze Gebäude stand auf einem Betonsockel. Die Bedachung bestand aus Schiefer von Angers.
Anfänglich hatten die Häuser kein fließendes Wasser. Die Siedlungen wurden von öffentlichen Brunnen versorgt, die an den Straßenecken aufgestellt waren und an die Wasserversorgung von Nantes angeschlossen waren. Später schlossen die Bewohner ihre Häuser selber an die Wasserversorgung an, wobei mehr oder weniger heimlich vom Arbeitgeber entwendetes Material verwendet wurde.
Es gab am Anfang keine Toiletten in den Häusern. Öffentliche WC-Anlagen mit vier Kabinen waren an strategischen Punkten in der Siedlung aufgestellt. Die Fäkalien wurde in einer Grube mit 8 m³ Inhalt gesammelt.
Die Arbeitersiedlungen sind nicht erhalten geblieben. Le Ranzay wurde 1965 abgebrochen, das Kino schloss 1968 und wurde 1998 abgetragen. La Halvêque machte 1972 Platz für Sozialwohnungen, während die ab 1974 nicht mehr bewohnte La Baratte durch das Stade de La Beaujoire ersetzt wurde.

### Entwicklung

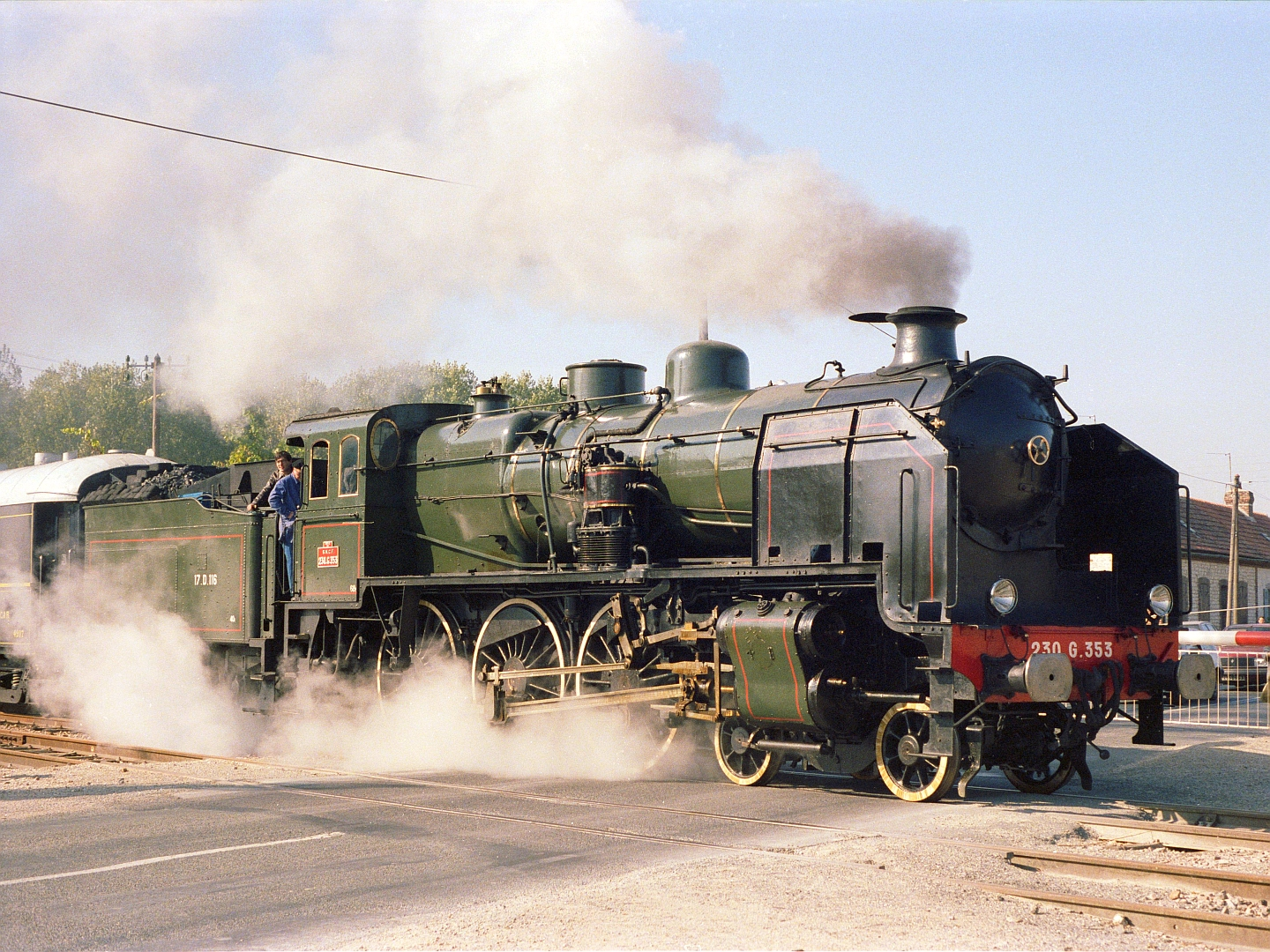
Dampflokomotive der Baureihe 4200 für die Paris–Orléans-Eisenbahn (PLM)

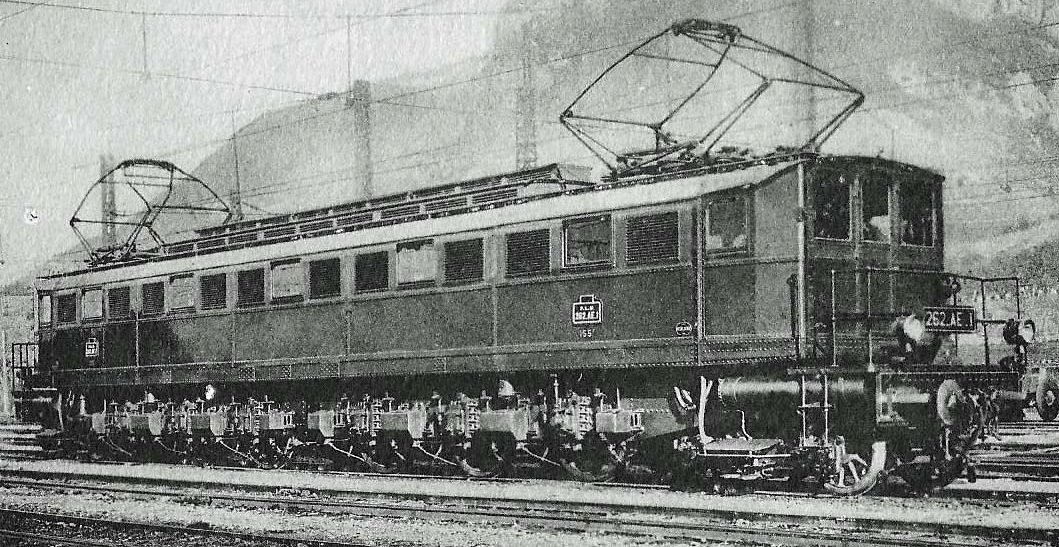
Elektrolokomotive 262 AE der PLM

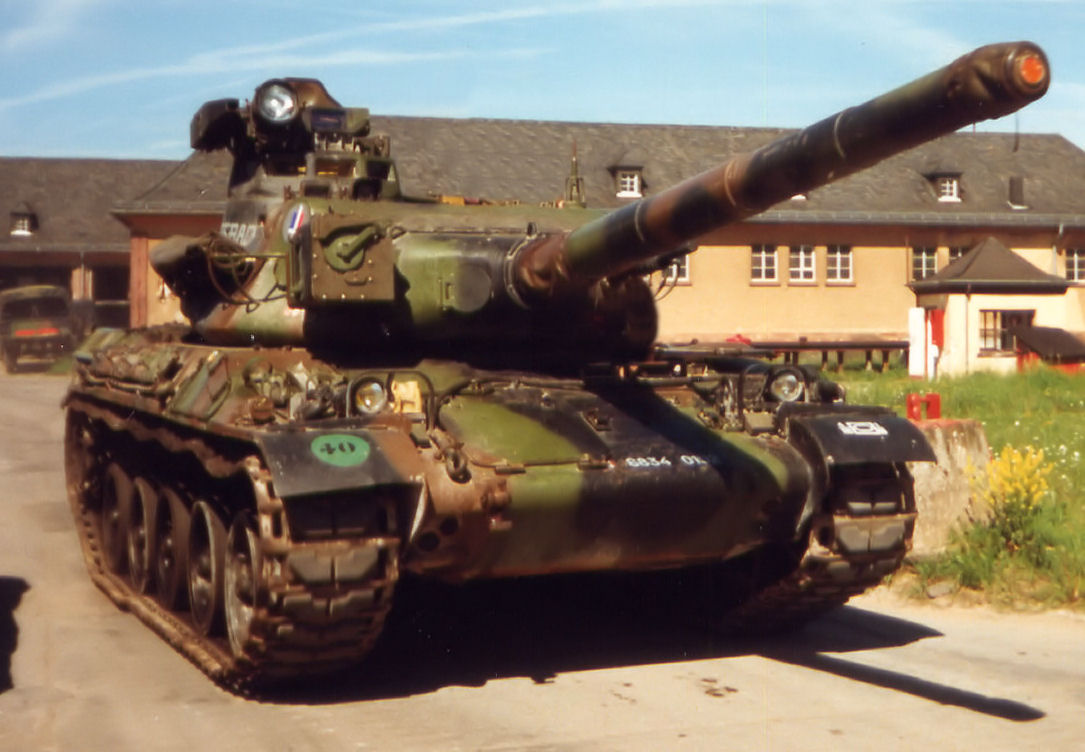
Panzer AMX-30

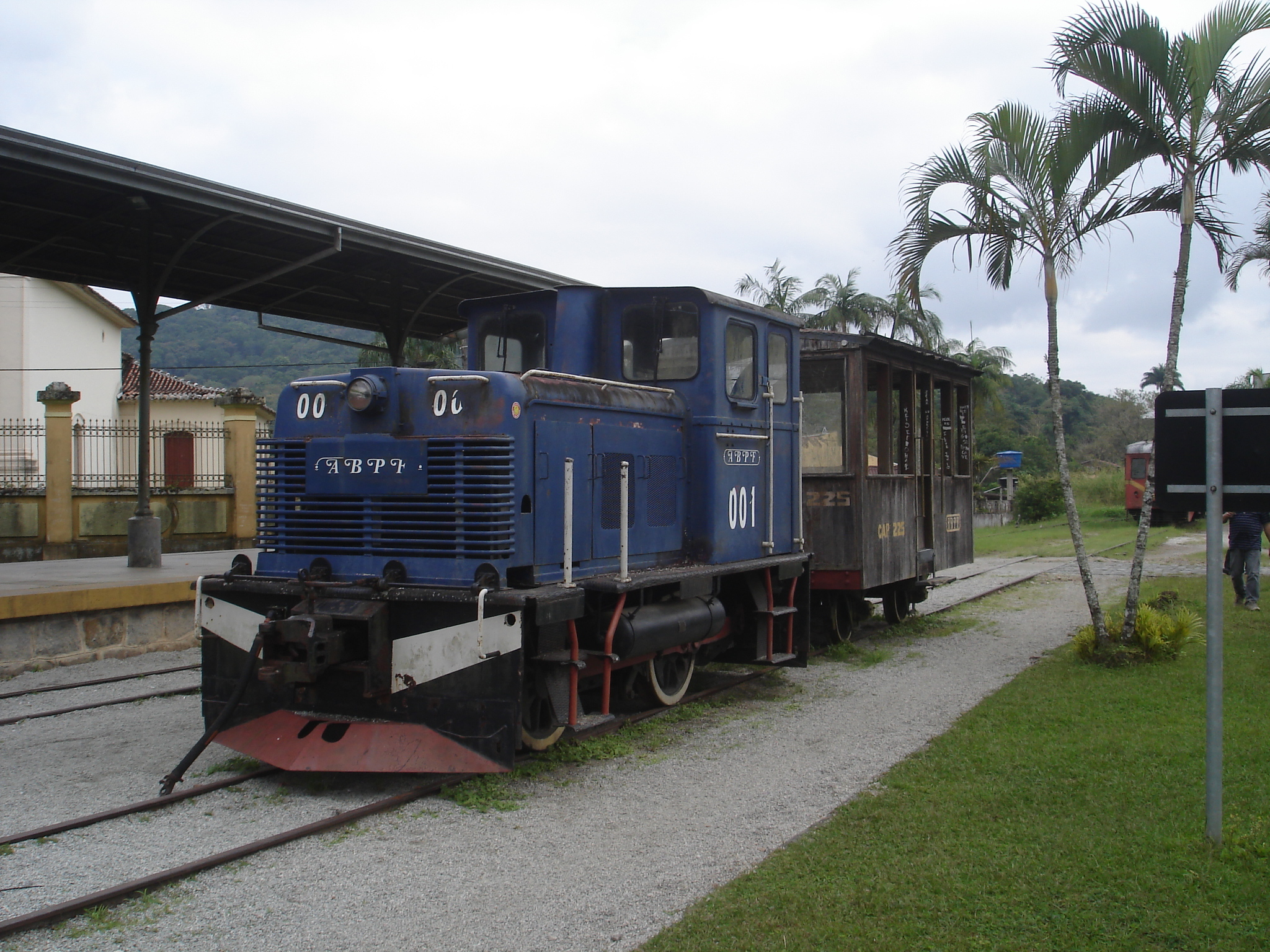
Von Locomotives et Locotracteurs Diesel SA gebaute Diesellokomotive, die von ABPF in Curitiba, Brasilien betrieben wird.

1928 schließt die Société de construction des Batignolles den Betrieb an der Avenue de Clichy in Paris und übergibt Kundenstamm, Patente und Zeichnungen für den Bau von Lokomotiven an die Tochtergesellschaft Batignolles-Châtillon.
1934 wird die Tochtergesellschaft Ernault-Batignolles für den Bau von Werkzeugmaschinen gegründet und die Sabeg für den Bau von Ventilsteuerungen übernommen.
1942 wird Ernault-Batignolles in den Mutterbetrieb integriert.
1950 steigt Batignolles-Châtillon in die Herstellung von Gütern für die Öl- und Gasindustrie ein. Außerdem wird ein Panzer-Prototyp, der Batignolles-Châtillon 25T, gebaut, der nicht in Serienfertigung ging. Einige Details wurden aber für den AMX-30 verwendet.
1951 erlangt SPIE durch eine Kapitalerhöhung die Kontrolle über Batignolles-Châtillon.
1954 wird die Locomotives et Locotracteurs Diesel SA übernommen. Batignolles-Châtillon begann in den Nachkriegsjahren mit dem Bau von Diesellokomotiven für den Export nach Marokko und Brasilien.
1956 wird das Unternehmen in die beiden Bereiche Batignolles-Châtillon (mécanique générale) für den Bau von Lokomotiven und Rüstungsgütern und H. Ernault-Batignolles für den Bau von Werkzeugmaschinen getrennt. Batignolles-Châtillon (mécanique générale) stellt zusätzlich auch Pumpen und Kompressoren für die Öl- und Chemieindustrie, Förderkörbe für den Bergbau und Rotationsdruckmaschinen her. Schneider beteiligt sich am Unternehmen.
1957 wird die Holdinggesellschaft von Batignolles-Châtillon von der Société des forges et ateliers du Creusot (SFAC) übernommen und ausgelöst. Wegen Bestellungsrückgang im Kerngeschäft diversifiziert sich Batignolles-Châtillon (mécanique générale) auch in den Bau von Grubenlokomotiven und Bergbauausrüstung. Die Umwandlung des Industriesektors führt zu schweren Sozialkonflikten in den Jahren 1957 und 1959, die das ganze Département Loire-Atlantique betreffen.
1960 wird das Kapital erhöht und das Unternehmen an die Börse gebracht. Zusammen mit der Ruhrthaler Maschinenfabrik wird das Joint-Venture Batiruhr mit Firmensitz in Paris gegründet, das die Außendiensttätigkeiten für das Grubenlokomotiven-Geschäft übernimmt.
1963 wird Batignolles-Châtillon (mécanique générale) vollständig von SFAC übernommen. Der Name verschwindet.

### Nachfolge
1984 geht Creusot-Loire Konkurs. Die Fabrikhallen mit einer Grundfläche von 80 000 m2 werden an die folgenden drei Nachfolgeunternehmen verkauft:
- den britischen Pumpenhersteller Worthington-Simpson
- die amerikanische Rockwell für die Herstellung von Rotationsdruckmaschinen
- die deutsche GEA für die Herstellung von Trockenkühlern und Wärmetauschern für Öl- und Gasindustrie, die darauf das Unternehmen Batignolles Technologies Thermiques (BTT) gründete.[7] Heute gehört BTT zu Kelvion.